# Okresní soud v Trutnově
Okresní soud v Trutnově je okresní soud se sídlem v Trutnově, jehož odvolacím soudem je Krajský soud v Hradci Králové. Rozhoduje jako soud prvního stupně ve všech trestních a civilních věcech, ledaže jde o specializovanou agendu (nejzávažnější trestné činy, insolvenční řízení, spory ve věcech obchodních korporací, hospodářské soutěže, duševního vlastnictví apod.), která je svěřena krajskému soudu.

## Budova
Budovu dnešního okresního soudu nechal postavit v roce 1874 někdejší starosta Trutnova (1861–1864) MUDr. Antonín Porák jako hotel Union. V názvu se odrážela touha po jednotě a spolupráci obou trutnovských národností, Čechů a Němců. Union však nikdy nefungoval výlučně jako hotel, mimo 30 pokojů se zde nacházelo i 20 bytů. Byl také především významným centrem společenského a kulturního dění trutnovské české menšiny. Divadelní spolek vlasteneckého sdružení Veleslavín zde uskutečnil během desetileté činnosti 31 ochotnických představení. V srpnu 1879 tu úspěšně koncertovala známá kolínská Kmochova kapela.
Během historie tohoto objektu zde sídlily různé instituce. V letech 1888–1906 v něm byla umístěna pošta. V roce 1908 se vzhledem k exekuci stal bývalý hotel Union majetkem města. V období let 1909–1918 se zde nacházela obchodní škola. Pouze v řádu dnů, a to od 25. listopadu do 29. listopadu 1918, tu působil německý krajský soud, který byl zřízen 30. července 1918 pro trutnovskou část zamýšlené provincie Německé Čechy, 29. listopadu 1918 však byl československou vládou zrušen. V prosinci 1918 ve volných prostorách nalezlo útočiště vojsko, od roku 1920 zde měl první kasárna hraničářský prapor 2, jehož hlavním úkolem byla ostraha hranic. Od října 1920 do roku 1927 čtyři místnosti využívalo nové české gymnázium. V letech 1935–1938 v objektu mělo sídlo Ženijní skupinové velitelství VI, jež organizovalo výstavbu opevnění na Trutnovsku. Od roku 1938 slouží budova někdejšího hotelu opět potřebám justice.
Jde o klasicistní dvoupatrovou budovu s valbovou střechou a vnitřním dvorem na Nádražní ulici u řeky Úpy. Přízemní pískovcová podezdívka je bosována a kamenný vstupní portál tvoří dva pilastry s hlavicemi a vystupující římsou, ale jinak byly původní obvodové římsy v patrech i celá štuková výzdoba ve druhé polovině 20. století zcela odstraněny. Zachoval se jen zdobný interiér, včetně vstupní haly s dekorativní teracotovou dlažbou a plochými pilastry, širokým schodištěm s litinovým zábradlím a uprostřed dvěma sloupy s korintskými hlavicemi. Budova je už od roku 1958 chráněna jako nemovitá kulturní památka.

## Soudní obvod
Obvod Okresního soudu v Trutnově se shoduje s okresem Trutnov, patří do něj tedy území těchto obcí:
Batňovice •
Bernartice •
Bílá Třemešná •
Bílé Poličany •
Borovnice •
Borovnička •
Čermná •
Černý Důl •
Dolní Branná •
Dolní Brusnice •
Dolní Dvůr •
Dolní Kalná •
Dolní Lánov •
Dolní Olešnice •
Doubravice •
Dubenec •
Dvůr Králové nad Labem •
Hajnice •
Havlovice •
Horní Brusnice •
Horní Kalná •
Horní Maršov •
Horní Olešnice •
Hostinné •
Hřibojedy •
Chotěvice •
Choustníkovo Hradiště •
Chvaleč •
Janské Lázně •
Jívka •
Klášterská Lhota •
Kocbeře •
Kohoutov •
Královec •
Kuks •
Kunčice nad Labem •
Lampertice •
Lánov •
Lanžov •
Libňatov •
Libotov •
Litíč •
Malá Úpa •
Malé Svatoňovice •
Maršov u Úpice •
Mladé Buky •
Mostek •
Nemojov •
Pec pod Sněžkou •
Pilníkov •
Prosečné •
Radvanice •
Rtyně v Podkrkonoší •
Rudník •
Stanovice •
Staré Buky •
Strážné •
Suchovršice •
Svoboda nad Úpou •
Špindlerův Mlýn •
Trotina •
Trutnov •
Třebihošť •
Úpice •
Velké Svatoňovice •
Velký Vřešťov •
Vilantice •
Vítězná •
Vlčice •
Vlčkovice v Podkrkonoší •
Vrchlabí •
Zábřezí-Řečice •
Zdobín •
Zlatá Olešnice •
Žacléř